# Nidaros (tidning)

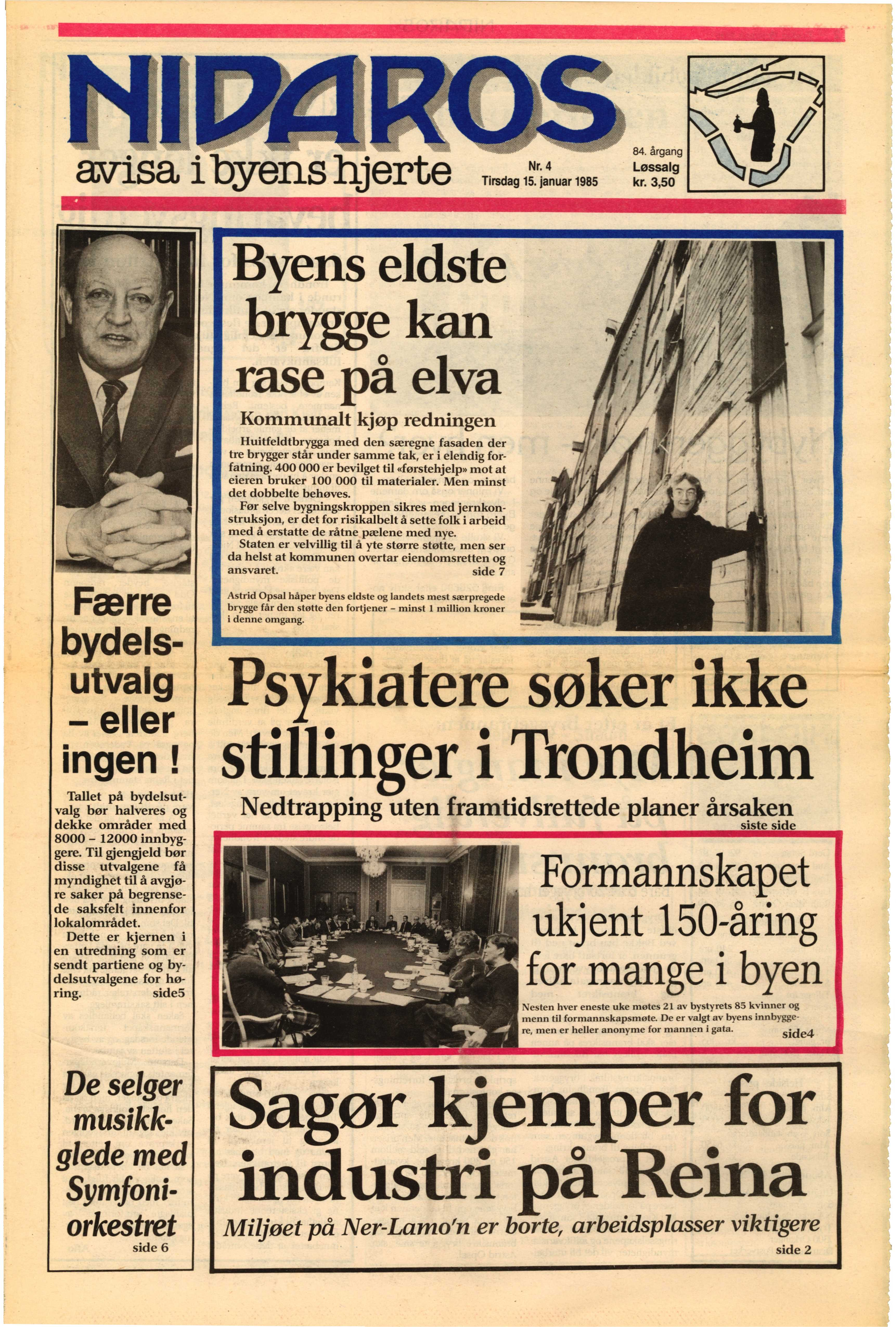
Nidaros förstasida 15 januari 1985.

Nidaros var en dags- och veckotidning, grundad 1902 av Håkon Løken, tidigare redaktör för Dagsposten. Tidningen var knuten till det politiska partiet Venstre.
På grund av namnstriden i Trondheim, där tidningen gick in för Nidaros som stadens namn, fick den sig en ekonomisk knäck. En total annonsbojkott 1929 skapade en kris som den aldrig helt övervann. 1957 försökte man fortsätta utgivningen med en veckotidning, Søndags-Ekspressen, men inte heller denna lyckades.
Tidningen utkom från 1959 som veckotidning under sitt gamla namn. Från 1980 kom den ut två gånger i veckan, och från 1987 tre gånger i veckan. Efter konkurs 1988 rekonstruerades tidningen under namnet Trondheimsavisa. Den lades slutligen ner 1991.